# Orchesella dallaii
Orchesella dallaii is een springstaartensoort uit de familie van de Entomobryidae. De wetenschappelijke naam van de soort is voor het eerst geldig gepubliceerd in 1990 door Frati & Szeptycki.